# Guiglelmo I Sanudo
Guiglelmo I Sanudo (fallecido en aprox. 1323) fue el cuarto duque de Naxos desde 1303 hasta su muerte. Era el hijo y sucesor de Marco II.
El padre de Guiglelmo consiguió readquirir algunos territorios que había perdido poco antes de dejar intacto el ducado a su hijo. El hijo y sucesor de Guiglelmo, Niccolò, fue uno de los pocos caballeros en escapar de la batalla del río Cefiso en 1311. Sus otros hijos eran Giovanni I y Marco Sanudo, señor de Milos.